# Балка Буруштайка
Балка Буруштайка, Буруштанка (рос. Б. Бурштайка; б. Буруштайка) — балка (річка) в Україні у Синельниківському районі Дніпропетровської області. Ліва притока річки Нижньої Терси (басейн Дніпра)

## Опис
Довжина балки приблизно 3,58 км, найкоротша відстань між витоком і гирлом — 3,30  км, коефіцієнт звивистості річки — 1,08 . Формується декількома балками. Майже на всіх ділянках балка пересихає.

## Розташування
Бере початок на південно-східній стороні від села Іванівки. Тече переважно на південний схід і на західній околиці села Садове впадає у річку Нижню Терсу, ліву притоку Малої Терси.

## Цікаві факти
- На північно-західній стороні від витоку балки на відстані приблизно 1,23 км розташований автошлях Т 0445[4] (автомобільний шлях територіального значення у Дніпропетровській та Запорізькій областях. Пролягає територією Синельниківського та Вільнянського районів через Синельникове — Славгород — Вільнянськ. Загальна довжина — 25,8 км.).